# Поуп (округ, Арканзас)
Шаблон:StateAbbr_ 35°25′35″ пн. ш. 93°01′55″ зх. д. / 35.426388888889° пн. ш. 93.031944444444° зх. д.
Округ Поуп (англ. Pope County) — округ (графство) у штаті Арканзас. Ідентифікатор округу 05115.

## Історія
Округ утворений 1829 року.

## Демографія
За даними перепису
2000 року
загальне населення округу становило 54469 осіб, зокрема міського населення було 22744, а сільського — 31725.
Серед мешканців округу чоловіків було 26729, а жінок — 27740. В окрузі було 20701 домогосподарство, 14998 родин, які мешкали в 22851 будинках.
Середній розмір родини становив 3.
Віковий розподіл населення поданий у таблиці:
| Стать    | До 15 років | 15-21 | 22-29 | 30-39 | 40-49 | 50-65 | 65-85 | Понад 85 |
| -------- | ----------- | ----- | ----- | ----- | ----- | ----- | ----- | -------- |
| Чоловіки | 5852        | 3246  | 3069  | 3847  | 3801  | 4033  | 2625  | 256      |
| Жінки    | 5615        | 3173  | 2786  | 3995  | 3870  | 4239  | 3428  | 634      |

## Суміжні округи
- Серсі — північний схід
- Ван-Бюрен — північний схід
- Конвей — південний схід
- Єлл — південь
- Логан — південний захід
- Джонсон — захід
- Ньютон — північний захід

## Виноски
1. ↑  U.S. Decennial Census. United States Census Bureau. Процитовано 27 серпня 2015.
2. ↑  Historical Census Browser. University of Virginia Library. Архів оригіналу за 11 серпня 2012. Процитовано 27 серпня 2015.
3. ↑  Forstall, Richard L., ред. (27 березня 1995). Population of Counties by Decennial Census: 1900 to 1990. United States Census Bureau. Процитовано 27 серпня 2015.
4. ↑  Census 2000 PHC-T-4. Ranking Tables for Counties: 1990 and 2000 (PDF). United States Census Bureau. 2 квітня 2001. Процитовано 27 серпня 2015.
5. ↑  American FactFinder. Бюро перепису населення США. Архів оригіналу за 8 січня 2015. Процитовано 8 листопада 2018.
6. ↑  American FactFinder. Бюро перепису населення США. Архів оригіналу за 26 лютого 2012. Процитовано 31 січня 2008.

| США | Це незавершена стаття з географії США. Ви можете допомогти проєкту, виправивши або дописавши її. |